# Warsonofiusz (Griniewicz)
Warsonofiusz, imię świeckie Konstantin Diomidowicz Griniewicz (ur. 16 maja?/28 maja 1875 w Katyniu, zm. 13 marca 1958 w Kalininie) – biskup Rosyjskiego Kościoła Prawosławnego pochodzenia białoruskiego.

## Życiorys
Pochodził z rodziny chłopskiej. Ukończył seminarium duchowne w Mohylewie, zaś w 1902 uzyskał dyplom kandydata nauk teologicznych w Kazańskiej Akademii Duchownej. W tym samym roku został wyświęcony na kapłana. Pracę duszpasterską prowadził w Homlu.
W latach 1927–1932 odbywał wyrok pięciu lat łagru w obozie urządzonym w byłym Monasterze Sołowieckim. Po zwolnieniu podjął pracę duszpasterską w cerkwi Opieki Matki Bożej na górze Łyszczykowej w Moskwie. 14 grudnia 1945 złożył wieczyste śluby mnisze, przyjmując imię Warsonofiusz. Trzy dni później otrzymał godność archimandryty.
30 grudnia 1945 miała miejsce jego chirotonia na biskupa grodzieńskiego i baranowickiego. W charakterze konsekratorów wzięli w niej udział m.in. patriarcha moskiewski i całej Rusi Aleksy, metropolita kijowski i halicki Jan, metropolita leningradzki i nowogrodzki Grzegorz, arcybiskup tambowski i miczuriński Łukasz. Po trzech latach jego tytuł uległ zmianie na grodzieński i lidzki. Biskup Warsonofiusz zorganizował w Grodnie kursy teologiczne, kształcące duchownych i świeckich eparchii. W 1948 został przeniesiony na katedrę siemipałatyńską i pawłodarską. Po dwóch latach został biskupem czkałowskim i buzułuckim. W 1953 na własną prośbę uzyskał przeniesienie w stan spoczynku.
W 1954 Święty Synod Rosyjskiego Kościoła Prawosławnego wyznaczył go do objęcia katedry kalinińskiej i kaszyńskiej. Urząd ten sprawował do 1958, równocześnie do 1956 był locum tenens eparchii wielkołuckiej. W 1956 otrzymał godność arcybiskupa. Zmarł w 1958 i został pochowany na cmentarzu w Twerze.